# 来嶷
来嶷（？—550年3月6日），字德山，广陵郡（今江苏省扬州市）人，祖籍南阳郡新野县（今河南省新野县），南梁官员。

## 生平
来嶷是东汉中郎将来歙的十六世孙，父亲来成是北魏新野县侯，后归附南梁，迁居到广陵郡，因此在当地定居，最终官至六合县县令。来嶷年幼时有奇特的节操，既有文才又具备武略。侯景攻克南梁台城后，广陵郡太守祖皓从城中逃回长江以西。大宝元年（550年），来嶷对祖皓说：“叛贼罪恶滔天，王室如处烈火，正是义士发奋的时机、志士忘我捐躯的日子。太守您几代人承蒙皇恩，又得不到叛贼的宽容，现在逃亡在民间，知情者不止一人，非常危险，堆叠的棋子都不足以比喻。董绍先虽然是侯景的心腹，但是他轻率没有计谋，刚攻下这座州城，人心并未归附，偷袭并杀死他，这不过是一个壮士就能做到的任务。现在如果纠集率领义勇之士，立即可以得到二三百人。我打算拥戴太守您，剿除凶徒，那么远近的义士，自然会来投奔。如果攻克获得胜利，可以建立齐桓公和晋文公一般的功勋。假如老天一定不后悔祸害，事情出乎意外，百世之后，还是梁朝的忠臣。怎么样?”祖皓说:“这正是我的愿望，死也甘心。”祖皓为和来嶷互相集合勇士，得到耿光等一百多人。大宝元年正月癸酉（550年2月24日），祖皓袭击杀死了侯景任命的兖州刺史董绍先，推举前任太子舍人萧勉担任刺史，交结东魏作为后援。又向远近驰告檄文，准备讨伐侯景。邵陵王萧纶秉承皇帝旨意而便宜行事，任命来嶷为步兵校尉、秦郡太守，封长宁县侯。正月乙亥（550年2月26日），侯景派遣郭元建率领部下突然到达广陵城，祖皓据守城池牢固设防。二月，侯景派遣侯子鉴率领水军八千人，侯景自己率领步兵一万人进攻广陵。二月癸未（550年3月6日），广陵城被攻陷，祖皓被俘虏后绑起来，侯景派人向他射箭，箭射满了祖皓全身，然后被车裂示众。城中无论大人小孩，都被活埋在地上，侯景派人骑马将他们全部射死。来嶷和兄弟子侄总计十六人被杀害。

## 家庭

### 儿子
- 来法敏，逃走免死，在南陈担任海陵县县令[1]

### 孙子
- 来护儿，隋朝开府仪同三司、右翊卫大将军、荣国公